# Lythraceae
Famille
Classification APG III (2009)
Les Lythraceae (ou Lythracées en français) sont une famille de plantes à fleurs dicotylédones de l'ordre des Myrtales. Elle compte 620 espèces réparties en une trentaine de genres.
Ce sont des arbres ou des herbes vivaces ou annuelles, dont certaines sont aquatiques.
Les Lythraceae ligneuses n'existent qu'entre les tropiques ou en zone méditerranéenne comme le grenadier (Punica granatum L.).
Contrairement à toutes les autres Myrtales qui sont à majorité tropicales, les Lythraceae comportent des représentants dans les régions à hivers froids. La famille est représentée en France par la salicaire commune (Lythrum salicaria L., une plante des bords des étangs, des fossés et de lieux humides, à feuilles opposées étroites et fleurs rouges à six pétales, groupées en longs épis terminaux, très répandue) ou par la châtaigne d'eau (Trapa natans L.).

## Étymologie
Le nom vient du genre type Lythrum forme latinisée du grec ancien λυθρον / lythron, « sang mêlé de poussière », en référence à la couleur des fleurs, d’où le nom employé par Dioscoride, médecin, pharmacologue et botaniste grec du Ier siècle ap. J.-C.

## Liste des genres
Selon Angiosperm Phylogeny Website (1er juin 2010) :
- Adenaria Kunth
- Ammannia L.
- Capuronia Lourteig
- Crenea Aublet
- Cuphea P.Browne
- Decodon J.F.Gmel.
- Diplusodon Pohl
- Duabanga Buch.-Ham.
- Galpinia N. E. Brown
- Ginoria Jacq.
- Haitia Urb.
- Heimia Link
- Hionanthera A.Fern. & Diniz
- Koehneria S.A.Graham, Tobe & Baas
- Lafoensia Vand.
- Lagerstroemia L.
- Lawsonia L.
- Lourtella S.A.Graham, Baas & Tobe
- Lythrum L.
- Nesaea Kunth
- Pehria Sprague
- Pemphis J. R. Forster & G. Forster
- Physocalymma Pohl
- Pleurophora D.Don
- Punica L.
- Rotala L.
- Socotria Levin
- Sonneratia L.f.
- Tetrataxis J. D. Hooker
- Trapa L.
- Woodfordia Salisb.

Selon NCBI (1er juin 2010) :
- Adenaria
- Ammannia
- Capuronia
- Cuphea
- Decodon
- Diplusodon
- Duabanga
- Galpinia
- Ginoria
- Heimia
- Koehneria
- Lafoensia
- Lagerstroemia
- Lawsonia
- Lourtella
- Lythrum
- Nesaea
- Pehria
- Pemphis
- Peplis
- Physocalymma
- Pleurophora
- Punica
- Rotala
- Sonneratia
- Tetrataxis
- Trapa
- Woodfordia

Selon DELTA Angio (1er juin 2010) :
- Adenaria
- Ammannia
- Capuronia
- Crenea
- Cuphea
- Decodon
- Didiplis
- Diplusodon
- Galpinia
- Ginoria
- Haitia
- Heimia
- Hionanthera
- Koehneria
- Lafoensia
- Lagerstroemia
- Lawsonia
- Lourtella
- Lythrum
- Nesaea
- Pehria
- Pemphis
- Peplis
- Physocalymma
- Pleurophora
- Rotala
- Tetrataxis
- Woodfordia

Selon ITIS (3 nov. 2017) :
- Ammannia L.
- Cuphea P. Br.
- Decodon J.F. Gmel.
- Didiplis Raf.
- Ginoria Jacq.
- Heimia Link
- Lagerstroemia L.
- Lawsonia L.
- Lythrum L.
- Nesaea Comm. ex Kunth
- Pemphis J.R. & G. Forst.
- Punica L.
- Rotala L.
- Sonneratia L.f.
- Trapa L.

## Liste des espèces
Selon NCBI (1er juin 2010) :
- genre Adenaria
  - Adenaria floribunda
- genre Ammannia
  - Ammannia baccifera
  - Ammannia coccinea
  - Ammannia latifolia
- genre Capuronia
  - Capuronia madagascariensis
- genre Cuphea
  - Cuphea acinifolia
  - Cuphea angustifolia
  - Cuphea appendiculata
  - Cuphea axilliflora
  - Cuphea bahiensis
  - Cuphea brachypoda
  - Cuphea calophylla
  - Cuphea carthagenensis
  - Cuphea circaeoides
  - Cuphea cyanea
  - Cuphea decandra
  - Cuphea denticulata
  - Cuphea disperma
  - Cuphea epilobiifolia
  - Cuphea ericoides
  - Cuphea flava
  - Cuphea flavisetula
  - Cuphea fuchsiifolia
  - Cuphea gaumeri
  - Cuphea glutinosa
  - Cuphea heterophylla
  - Cuphea hookeriana
  - Cuphea hyssopifolia
  - Cuphea ignea
  - Cuphea ingrata
  - Cuphea lanceolata
  - Cuphea llavea
  - Cuphea lutescens
  - Cuphea melanium
  - Cuphea melvilla
  - Cuphea micropetala
  - Cuphea mimuloides
  - Cuphea nitidula
  - Cuphea palustris
  - Cuphea parsonsia
  - Cuphea pascuorum
  - Cuphea procumbens
  - Cuphea pseudosilene
  - Cuphea pseudovaccinium
  - Cuphea pulcherrima
  - Cuphea pulchra
  - Cuphea racemosa
  - Cuphea repens
  - Cuphea salvadorensis
  - Cuphea schumannii
  - Cuphea sessiliflora
  - Cuphea sessilifolia
  - Cuphea spectabilis
  - Cuphea spermacoce
  - Cuphea splendida
  - Cuphea strigulosa
  - Cuphea subuligera
  - Cuphea teleandra
  - Cuphea thymoides
  - Cuphea urens
  - Cuphea utriculosa
  - Cuphea watsoniana
  - Cuphea wrightii
- genre Decodon
  - Decodon verticillatus
- genre Diplusodon
  - Diplusodon glaucescens
  - Diplusodon paraisoensis
- genre Duabanga
  - Duabanga grandiflora
  - Duabanga moluccana
- genre Galpinia
  - Galpinia transvaalica
- genre Ginoria
  - Ginoria americana
  - Ginoria curvispina
  - Ginoria jimenezii
  - Ginoria koehneana
  - Ginoria nudiflora
  - Ginoria rohrii
- genre Heimia
  - Heimia montana
  - Heimia myrtifolia
  - Heimia salicifolia
- genre Koehneria
  - Koehneria madagascariensis
- genre Lafoensia
  - Lafoensia acuminata
  - Lafoensia punicifolia
- genre Lagerstroemia
  - Lagerstroemia caudata
  - Lagerstroemia duperreana
  - Lagerstroemia indica
  - Lagerstroemia speciosa
  - Lagerstroemia tomentosa
  - Lagerstroemia villosa
- genre Lawsonia
  - Lawsonia inermis
- genre Lourtella
  - Lourtella resinosa
- genre Lythrum
  - Lythrum borysthenicum
  - Lythrum flagellare
  - Lythrum hyssopifolia
  - Lythrum lineare
  - Lythrum maritimum
  - Lythrum salicaria
- genre Nesaea
  - Nesaea aspera
  - Nesaea luederitzii
- genre Pehria
  - Pehria compacta
- genre Pemphis
  - Pemphis acidula
- genre Peplis
  - Peplis portula
- genre Physocalymma
  - Physocalymma scaberrimum
- genre Pleurophora
  - Pleurophora anomala
  - Pleurophora pungens
  - Pleurophora saccocarpa
- genre Punica
  - Punica granatum
  - Punica protopunica
- genre Rotala
  - Rotala indica
  - Rotala ramosior
  - Rotala rotundifolia
- genre Sonneratia
  - Sonneratia alba
  - Sonneratia apetala
  - Sonneratia caseolaris
  - Sonneratia griffithii
  - Sonneratia griffithii × Sonneratia alba
  - Sonneratia hainanensis
  - Sonneratia ovata
  - Sonneratia paracaseolaris
  - Sonneratia × gulngai
  - Sonneratia sp. Shi SA166
- genre Tetrataxis
  - Tetrataxis salicifolia
- genre Trapa
  - Trapa acornis
  - Trapa bicornis
  - Trapa bispinosa
  - Trapa incisa
  - Trapa japonica
  - Trapa maximowiczii
  - Trapa natans
  - Trapa quadrispinosa
- genre Woodfordia
  - Woodfordia fruticosa